# Батхель, Георгий Сергеевич
Георгий Сергеевич Батхель (1928—2001) — реставратор живописи, заслуженный деятель искусств РСФСР (1991).

## Биография
Окончил МВХПУ (бывшее Строгановское училище) (1948). Работал в основном в Московском Кремле, а также в Новгороде и Пскове. Аттестован как художник-реставратор монументальной фресковой темперной живописи высшей квалификации (1967) и художник-реставратор станковой темперной живописи высшей квалификации (1976).

## Список объектов
1. Собор Успения Пресвятой Богородицы, Москва, Кремль, Соборная пл. Период работ: 1950-1980 интерьеры, внутренний/внешний декор, реставрация икон и росписей собора.
2. Церковь Благовещения Пресвятой Богородицы на Мячине, Новгородская обл., г. Великий Новгород, Юрьевское ш., 4. Период работ: 1966-1969 реставрация росписей.
3. Церковь Двенадцати Апостолов при Синодальном (бывшем Патриаршем) доме, Москва, Кремль, Соборная пл. Период работ: 1970-е интерьеры, внутренний/внешний декор, реставрация иконостаса.

## Награды и звания
- Орден Почёта (30 июля 1999 года) — за заслуги перед государством, большой вклад в укрепление дружбы и сотрудничества между народами, многолетнюю плодотворную деятельность в области культуры и искусства[1].
- Заслуженный деятель искусств РСФСР (18 февраля 1991 года)[2].